# LNB Pro A 2007-08
La LNB Pro A 2007-2008 fue la edición número 86 de la Pro A, la máxima competición de baloncesto de Francia. La temporada regular comenzó el 29 de septiembre de 2007 y acabó el 15 de junio de 2008. Los ocho mejor clasificados accederían a los playoffs, mientras que el Paris-Levallois Basket y el Stade Clermontois Basket Auvergne descenderían a la Pro B.
El campeón sería por primera vez en su historia el SLUC Nancy Basket tras derrotar al Chorale Roanne Basket en la final a partido único.

## Equipos 2007-08
| Equipo                   | Ciudad              | Pabellón                                                  | Capacidad |
| ------------------------ | ------------------- | --------------------------------------------------------- | --------- |
| ÉS Chalon-sur-Saône      | Chalon-sur-Saône    | Le Colisée                                                | 4070      |
| Cholet Basket            | Cholet              | La Meilleraie                                             | 5191      |
| Clermont-Ferrand         | Clermont-Ferrand    | Maison des Sports de Clermont-Ferrand                     | 5000      |
| JDA Dijon                | Dijon               | Palais des Sports Jean-Michel Geoffroy                    | 4600      |
| BCM Gravelines Dunkerque | Gravelines          | Sportica                                                  | 3500      |
| STB Le Havre             | Le Havre            | Salle des Docks Océane                                    | 3598      |
| Le Mans Sarthe Basket    | Le Mans             | Antarès                                                   | 6003      |
| ASVEL Basket             | Lyon – Villeurbanne | Astroballe                                                | 5643      |
| SLUC Nancy Basket        | Nancy               | Palais des Sports Jean Weille                             | 6027      |
| Orléans Loiret Basket    | Orléans             | Zénith d'Orléans                                          | 5338      |
| Paris-Levallois Basket   | París-Levallois     | Stade Pierre-de-Coubertin Palais des Sports Marcel Cerdan | 4200 3051 |
| Élan Béarnais Pau-Orthez | Pau-Orthez          | Palais des Sports de Pau                                  | 7813      |
| Chorale Roanne Basket    | Roanne              | Halle André Vacheresse                                    | 3300      |
| Strasbourg IG            | Strasbourg          | Rhénus Sport                                              | 6200      |
| Hyères Toulon            | Toulon              | Palais des sports Jauréguiberry Espace 3000               | 4700 2200 |
| JA Vichy                 | Vichy               | Palais des Sports Pierre Coulon                           | 3300      |

## Resultados

### Temporada regular
|    | Equipo               | J  | G  | P  | PF   | PC   | Clasificación      |
| -- | -------------------- | -- | -- | -- | ---- | ---- | ------------------ |
| 1  | Le Mans              | 30 | 23 | 7  | 2358 | 2176 | playoff            |
| 2  | Nancy                | 30 | 21 | 9  | 2466 | 2209 | playoff            |
| 3  | Lyon-Villeurbanne    | 30 | 21 | 9  | 2574 | 2348 | playoff            |
| 4  | Roanne               | 30 | 19 | 11 | 2480 | 2363 | playoff            |
| 5  | Le Havre             | 30 | 18 | 12 | 2537 | 2456 | playoff            |
| 6  | Hyères Toulon        | 30 | 17 | 13 | 2437 | 2376 | playoff            |
| 7  | Vichy                | 30 | 17 | 13 | 2048 | 2027 | playoff            |
| 8  | Cholet               | 30 | 15 | 15 | 2247 | 2265 | playoff            |
| 9  | Chalon-sur-Saône     | 30 | 13 | 17 | 2247 | 2268 |                    |
| 10 | Dijon                | 30 | 13 | 17 | 2366 | 2419 |                    |
| 11 | Pau-Lacq-Orthez      | 30 | 13 | 17 | 2298 | 2379 |                    |
| 12 | Strasbourg           | 30 | 12 | 18 | 2240 | 2295 |                    |
| 13 | Orléans              | 30 | 12 | 18 | 2155 | 2235 |                    |
| 14 | Gravelines-Dunkerque | 30 | 11 | 19 | 2323 | 2442 |                    |
| 15 | Paris-Levallois      | 30 | 10 | 20 | 2172 | 2299 | Descienden a Pro B |
| 16 | Clermont-Ferrand     | 30 | 4  | 26 | 2050 | 2441 | Descienden a Pro B |

## Playoffs
|  | Cuartos de final | Cuartos de final  | Cuartos de final |                   |    | Semifinales | Semifinales | Semifinales |  |   | Final  | Final | Final |  |
|  |                  |                   |                  |                   |    |             |             |             |  |   |        |       |       |  |
|  |                  |                   |                  |                   |    |             |             |             |  |   |        |       |       |  |
|  | 1                | Le Mans           | 2                |                   |    |             |             |             |  |   |        |       |       |  |
|  | 1                | Le Mans           | 2                |                   |    |             |             |             |  |   |        |       |       |  |
|  | 8                | Cholet            | 0                |                   |    |             |             |             |  |   |        |       |       |  |
|  | 8                | Cholet            | 0                |                   | 1  | Le Mans     | 1           |             |  |   |        |       |       |  |
|  |                  |                   |                  |                   | 1  | Le Mans     | 1           |             |  |   |        |       |       |  |
|  |                  |                   | 4                | Roanne            | 2  |             |             |             |  |   |        |       |       |  |
|  | 4                | Roanne            | 4                | Roanne            | 2  | 2           |             |             |  |   |        |       |       |  |
|  | 4                | Roanne            |                  |                   |    |             |             |             |  |   |        |       |       |  |
|  | 5                | Le Havre          | 1                |                   |    |             |             |             |  |   |        |       |       |  |
|  | 5                | Le Havre          | 1                |                   |    |             |             |             |  | 4 | Roanne | 53    |       |  |
|  |                  |                   |                  |                   |    |             |             |             |  | 4 | Roanne | 53    |       |  |
|  |                  |                   | 2                | Nancy             | 84 |             |             |             |  |   |        |       |       |  |
|  | 2                | Nancy             | 2                | Nancy             | 84 | 2           |             |             |  |   |        |       |       |  |
|  | 2                | Nancy             |                  |                   |    |             |             |             |  |   |        |       |       |  |
|  | 7                | Vichy             | 0                |                   |    |             |             |             |  |   |        |       |       |  |
|  | 7                | Vichy             | 0                |                   | 2  | Nancy       | 2           |             |  |   |        |       |       |  |
|  |                  |                   |                  |                   | 2  | Nancy       | 2           |             |  |   |        |       |       |  |
|  |                  |                   | 3                | Lyon-Villeurbanne | 1  |             |             |             |  |   |        |       |       |  |
|  | 3                | Lyon-Villeurbanne | 3                | Lyon-Villeurbanne | 1  | 2           |             |             |  |   |        |       |       |  |
|  | 3                | Lyon-Villeurbanne |                  |                   |    |             |             |             |  |   |        |       |       |  |
|  | 6                | Hyères-Toulon     | 0                |                   |    |             |             |             |  |   |        |       |       |  |
|  | 6                | Hyères-Toulon     | 0                |                   |    |             |             |             |  |   |        |       |       |  |
|  |                  |                   |                  |                   |    |             |             |             |  |   |        |       |       |  |

## Premios

### Premios de la LNB
MVP de la temporada regular
- MVP extranjero :  Marc Salyers[2] (Roanne)
- MVP francés :  Nando de Colo[2] (Cholet)

Mejor jugador joven
- Nicolas Batum (Le Mans)

Mejor defensor
- Dounia Issa (Vichy)

Jugador más mejorado
- Nando de Colo (Cholet)

Mejor entrenador
- Christian Monschau (Le Havre)

### MVP de las Finales
- Marc Salyers  (Roanne)

### Jugador del mes
| Mes       | Jugador        | Equipo          |
| --------- | -------------- | --------------- |
| Octubre   | Marc Salyers   | Roanne          |
| Noviembre | Jimmal Ball    | Vichy           |
| Diciembre | Cyril Julian   | Nancy           |
| Enero     | Ricardo Greer  | Nancy           |
| Febrero   | Antonio Graves | Pau-Lacq-Orthez |
| Marzo     | Nicolas Batum  | Le Mans         |
| Abril     | Marc Salyers   | Roanne          |